# Zoborožec sulský
Zoborožec sulský (Anthracoceros montani) je druh ptáka z čeledi zoborožcovitých a jeden z nejohroženějších zoborožců světa. Endemicky se vyskytuje na Filipínách, kde jeho poslední populace zřejmě přežívá na ostrově Tawi-Tawi. Život tohoto druhu je nedostatečně prozkoumán – hnízdí v dutinách stromů a živí se převážně ovocem, ale příležitostně také živočišnou potravou.

## Popis
Dorůstá délky asi 50, podle jiných zdrojů až 70 cm. Samci jsou o něco menší než samice a mají krémově bílou oční duhovku, zatímco samice mají oči tmavě hnědé. Zbarvení těla, křídel i hlavy je černé, ocas je celý bílý. Peří na hřbetě a na křídlech se může zelenavě lesknout. Zobák je šedý až černý, a stejně jako u většiny dalších druhů zoborožců se na něm nachází odlehčený kostěný hřeben, který je rovněž šedě nebo černě zbarvený. Kolem očí je kruh holé černé kůže, který je u nedospělých jedinců spíše šedý.

## Rozšíření a výskyt
Je endemitem souostroví Sulu na Filipínách. Dříve se vyskytoval na ostrovech Julu, Sanga sanga a Tawi–Tawi. Na Julu byl naposledy pozorován ve 30. letech 20. století, poslední hlášení o jeho pozorování ze Sanga sanga pochází z roku 1988. Nyní se vyskytuje zřejmě už jen na Tawi-Tawi, kde podle IUCN zbývalo roku 2018 posledních 100 kilometrů čtverečních lesa. V této oblasti se jedná o jediný druh zoborožce.
O ekologii tohoto druhu je známo velmi málo informací. Jeho přirozeným prostředím jsou subtropické nebo tropické vlhké horské lesy, ale byli pozorováni i jedinci na ovocných stromech až 1 km vzdálených od primárního lesa. Tento druh není tažný, ale někdy mění stanoviště při hledání ovocných stromů.

## Způsob života, hnízdění
Živí se převážně ovocem, ale příležitostně také hmyzem a drobnými ještěry. Obvykle se pohybuje v párech.
Hnízdní ekologie zoborožce sulského není dostatečně prozkoumána. Hnízdí v dutinách vysokých stromů. Mláďata byla pozorována v květnu a červnu, hnízdění tudíž může začínat v březnu nebo dubnu. V květnu roku 2015 nahlásil jeden z místních obyvatel, že viděl hnízdní dutinu v kmeni padlého stromu s mládětem zoborožce sulského vevnitř.

## Ohrožení a ochrana
Na konci 19. století byl údajně v místech svého výskytu hojný, nyní se zřejmě jedná o nejohroženější druh zoborožce na světě. V Červeném seznamu IUCN je od roku 1994 uveden jako kriticky ohrožený druh. Důvodem jeho ohrožení je především ztráta přirozených stanovišť v důsledku nelegální těžby dřeva a přetváření lesů na plantáže palmy olejné nebo kaučukovníku. Pravděpodobně se také stává obětí lovu jak sportovního, tak pro získání potravy, nebo jsou mláďata vybírána z hnízd jako potrava nebo jako zboží pro nelegální obchod. V roce 2019 se odhadovalo, že populace zoborožce sulského čítá asi 40 jedinců a z toho přibližně 27 jedinců je pohlavně dospělých.
Na souostroví Sulu se nenachází žádné formální chráněné oblasti. V roce 2019 byly zahájeny plány na ochranu tohoto kriticky ohroženého druhu, vojenská aktivita a nepokoje v oblasti však představují překážku pro uskutečňování záchranných akcí. V únoru 2012 byli na Tawi–tawi dva evropští pozorovatelé ptáků, kteří chtěli fotografovat zoborožce, uneseni teroristickou skupinou Abu Sayyaf. Jeden z nich uprchl v roce 2014, ale druhý byl držen jako rukojmí a roku 2019 byl zabit při přestřelce teroristů s filipínskou armádou. Mezinárodní podpůrné programy i osvěta mezi místními obyvateli představují naději pro zbývající populaci zoborožce sulského.